# Jono Bacon
Jono Bacon   (Wolverhampton, 17 de setembre de 1979) és un escriptor i desenvolupador de programari anglès.
Bacon va començar el seu treball en la comunitat de Linux quan va crear el lloc web britànic de Linux, Linux UK. En abandonar aquest projecte va passar a unir-se a l'equip KDE, on va crear el lloc web KDE::Enterprise i el KDE Usability Study.
També ha estat involucrat ajudant a les organitzacions benèfiques a usar programari lliure. És un participant de Lugradio i sustenta el lloc web WolvesLUG. A més, ha creat una versió heavy metal de la Cançó del Programari Lliure.
Com a periodista professional, Bacon ha escrit en diverses publicacions, entre elles Linux User & Developer, Linux Format, Linux Magazine, MacTech, MacFormat y PC Plus.
Bacon és el vocalista i un dels guitarristes de la banda de heavy metal Seraphidian. El seu lloc web inclou algunes cançons que ell ha gravat per separat sota la llicència Creative Commons.